# Бгішам Сахні
Бгішам Сахні (гінді भीष्म साहनी; *8 серпня 1915 — 11 липня 2003) — індійський письменник та драматург.

## Життєпис
Народився у 1915 році у м. Равалпінді (сучасний Пакистан). Закінчив тут середню школу. Згодом навчався у державному коледжі в Лахорі, де у 1937 році здобув ступінь магістра з англійської мови. Потім проходив навчання у Халса-коледжі в Амрітсарі. У 1958 році по закінченю енджабського університету отримав ступінь доктора наук. Після завершення навчання вільно володів англійською, пенджабі, урду, санскритом.
Згодом брав участь у рухі за незалежність Індії. під час Другої світової війни його було у 1942 році заарештовано. Після звільнення Сахні на тривалий час поселяється в Амрітсарі.
Наприкінці 1940-х років разом із братом переїздить до Бомбея, де працює актором в Індійському народному театральному товаристві. У 1950 році перебирається до Делі, де працює викладачем у місцевому коледжі. У 1957 році на запрошення Радянського Союзу приїздить до Мсокви, де працює перекладачем з російської мови на гінді. До 1963 року, коли він повернувся до Індії, Сахні переклав 25 книг російських та радянських класиків.
У 1965—1967 роках був головним редактором журналу «Нова історія». Був генеральним секретарем Прогресивної асоціації письменників, засновником і головою «SAHMAT» — організації сприяння міжкультурному порозумінню, заснований в пам'ять вбитого театрального художника Сафдара Хашмі.
З 1980 років знімався в декількох фільмах — «Заклики до Мохан Джоші» (1984 рік), «Темрява» (1986 рік), «Касба» (1991 рік), «Маленький Будда» (1993 рік), «Містер і місіс Айер» (2002 рік).
У 1993 році стає членом виконкому академії Сахіт'я. на цій посаді залишався до 1997 року. Водночас його приймають до лав Асоціації афро-азійських письменників. У 1975 році від неї отримує премію «Лотос».
Помер Бгішам Сахні у Делі 11 липня 2003 року.

## Творчість
Він є автором 100 оповідок, 5 романів, новел. Найвідомішим є «Темрява» 1974 року, що Індо-пакистанської війни 1947—1948 років. За нього отримав нагороду Академії Сахіт'я. У 1986 році за його мотива знято фільм, у якому грав сам автор. Також значущими є твори «Бхаг'я Рекха», «Пахла патха», «Бгатакті Ракха», «Нісчар», «Гулал ка хель», «Поїзд досяг Амрітсару», «Чарівна кісточка». Також є автором автобіографії.
В доробку також є 5 п'єс, назначущими є «Хануш» (1977 рік), Мадхаві (1982 рік). Вони є популярними дотепер, витримали декілька постановок.